# 2079
2079 (ММLXXIX) е обикновена година, започваща в неделя според григорианския календар. Тя е 2079-а година от новата ера, седемдесет и деветата от третото хилядолетие и десетата от 2070-те.